# Bulimulus olla
Bulimulus olla é uma espécie de gastrópode da família Orthalicidae.
É endémica do Equador, mais precisamente da ilha de Santiago, em Galápagos.
Os seus habitats naturais são: matagal árido tropical ou subtropical.
Está ameaçada por perda de habitat devido a introdução de cabras. Outra espécie introduzida que tem causado ameaça é a formiga Wasmannia auropuctata.